# Norops ibague
Norops ibague este o specie de șopârle din genul Norops, familia Polychrotidae, descrisă de Williams 1975. Conform Catalogue of Life specia Norops ibague nu are subspecii cunoscute.